# Johan Rohde
Johan Gudmann Rohde (1. november 1856 i Randers – 18. februar 1935 i Hellerup) var en dansk maler, formgiver og litograf.
Rohde er søn af købmand Herman Peter Rohde og Ane Marie, født Schmidt. (Herman Peter Rohde var søn af Andreas Gudmann Rohde, møllermester på Rosenborg Mølle i København og hustru Ingeborg Marie Hermansen.)  Efter at være blevet student 1875 studerede han medicin og aftjente sin værnepligt som underlæge i søværnet. Han skiftede spor, da han begyndte at tage timer på Kunstakademiet, som han dog fandt forældet. Han var derfor med til at etablere Kunstnernes frie Studieskoler, hvor han fra 1883 studerede under P.S. Krøyer og Laurits Tuxen. Rohde var barndomsven med forfatteren Henrik Pontoppidan, der som kunstneren selv var født og opvokset i Randers. Rohde står bag portrættet af denne, som hænger på Det Nationalhistoriske Museum på Frederiksborg Slot.

## Den frie Udstilling
Johan Rohde var i 1891 en af initiativtagerne til Den frie Udstilling. Mange danske billedkunstnere var utilfredse med den udstillingspraksis, der var på Charlottenborgs årlige, censurerede forårsudstilling. Det var svært for især unge kunstnere at blive lukket ind, og deres frustration blev delt af veletablerede kunstnere. Sammen med J.F. Willumsen, Vilhelm Hammershøi, Harald og Agnes Slott-Møller, Christian Mourier-Petersen og Malthe Engelsted stiftede Rohde derfor Den frie Udstilling i 1891 og brød dermed Charlottenborgs monopol. Den frie Udstilling favnede hele spektret af kunstneriske discipliner fra maleri og skulptur til kunsthåndværk, bogkunst og illustration, der i tidens Skønvirke-ånd ofte smeltede sammen. Man havde ladet sig inspirere af den franske Salon des Refusés, som også gav plads til det nyeste og mest provokerende indenfor kunsten, og som Rohde selv havde oplevet i Paris. Han havde venner i den franske avantgarde, som fx Les Nabis. Senere lykkedes det også at vise internationale navne som Vincent van Gogh og Paul Gauguin på Den frie Udstilling.

## Billedkunst
Rohde malede genrebilleder og landskaber og begyndte at udstille sine værker fra 1888. Eftertiden har især sat pris på landskaber som fx Sommerdag ved Karup Aa og Vinteraften i Ribe, der ejes af Statens Museum for Kunst, og Sildig Aften ved Havnemolen i Hoorn, der findes i Den Hirschsprungske Samling. Det sidstnævnte blev til under indtryk af et maleri af den franske symbolist Maurice Denis, som Rohde havde set på en af sine første kunstneriske dannelsesrejser ud i Europa:
"...det var maaske det smukkeste af, hvad jeg saa af ham – forestillende en stille Sommeraften ved en gammel Kanal; i Baggrunden Træstammer røde af Aftenhimlen, i Forgrunden Folk der gaar ombord i en lille Baad."
I dette citat anslås en række grundtemaer, som kom til at præge Rohdes billedverden navnlig i 1890'erne: Skumringstimen, det stille vand der spejler den synlige verden, menneskefigurer i silhuet mod en mørknende himmel, båden der fragter dem fra bred til bred, og den grafiske enkelhed i kompositionen. Alt sammen elementer, som Rohde varierede i motiver fra bl.a. det nordlige Holland og Tyskland, og fra Christianshavn, Ribe, Randers og Fanø, i billeder der stilmæssigt befinder sig mellem symbolisme, realisme og impressionisme.
Rohde er også kendt for en lang række fine portrætter af kunstnere og forfattere, der er kendetegnet ved samme enkelhed og stringens i formen, som ses i hans landskaber. Hans portrætter tæller bl.a. malerne Ludvig Find, G. F. Clement, Kristian Zahrtmann og J.F. Willumsen, samt en række markante selvportrætter. Han arbejdede også som litograf og reproducerede bl.a. andre kunstneres værker med stor indlevelse, så de ikke kun var trofaste gengivelser, men havde en egen kunstnerisk kvalitet. Her er det værd at nævne Rohdes reproduktioner af Døden og brændehuggeren efter Jean-François Millet, En ung pige efter Vilhelm Hammershøi og frem for alt Englen rører Bethesda Dam efter Joakim Skovgaard. I dag er Rohde nok bedst kendt som formgiver af møbler og sølvtøj, som i mange tilfælde blev produceret af Georg Jensen.

## Møbeldesign og sølvtøj
Selvom Rohde tilhørte den symbolistiske avantgarde indenfor kunsten, trækker hans formgivning på en lang tradition præget af antikke forbilleder. Kort tid før han begyndte at designe møbler, havde han været i Rom i 1896. Her blev han inspireret af den antikke romerske æstetik, som han så fornemme eksempler på i Pompeji og på antikmuseet i Napoli. Han begyndte også at samle på antikke vaser. Rohde kopierede aldrig direkte, men indarbejdede antikke stilelementer i sit eget originale design. Mange af hans møbler blev i begyndelsen lavet til venner og bekendte, som fx senge, skabe og skriveborde.
I 1906 begyndte Rohdes mangeårige samarbejde med Georg Jensen. De første arbejder Georg Jensen udførte efter Rohdes tegninger – et fløde-sukkersæt – viser tydeligt den enkelthed og elegance, som Rohde efterstræbte i sin formgivning. Sigurd Schultz beskriver, hvordan designet i samtiden må have fremstået ganske radikalt i al sin enkelhed. Sættet, der er udført som to skåle, hvortil der hører en flødeske, er ikke dekoreret med andet end to påloddede knopper på hver sin side af kanten.
Det er for samarbejdet med Georg Jensen, at Rohdes sølvarbejder især bliver husket, selvom han også leverede tegninger til Kgl. Hofjuveler A. Dragsted og Kgl. Hofjuveler A. Michelsen. Rohde foretrak Georg Jensens håndværk pga. sølvsmedens særlige hamreteknik og hans brug af oxidering til at give de ciselerede mønstre dybde. Stilmæssigt synes der at være bred enighed om, at Rohdes klassicisme blev en forløber for den danske funktionalisme, både inden for sølvarbejdet såvel som for møbeldesign. Selv skriver Rohde i et brev til Sigurd Schultz, 1929:
”Jeg søgte efter fattig Evne at undgaa Smagsløsheder, at faa en ren, enkelt stil frem, at bekjæmpe Overbroderingen med Ornamenter, der ikke havde nogen organisk Sammenhæng med Formen, søgte at faa Materialet til sin Ret. Mit første Skab var ganske firkantet, lige op og ned, uden Lister, Fyldninger eller Ornamenter, og min første Sølvskaal var lige saa enkelt. Det er 30 Aar, siden disse Ting blev lavet, og de slog vist ikke dengang an – nu tror jeg nok, at Stilen har slaaet igennem, enddog ret kraftigt.”
I 1915 tegnede Rohde ”Kongemønsteret” til det bestik, som stadig i dag er et af Georg Jensens mest populære. Mønsteret var også populært i udlandet, hvor det blev solgt under navnet ”Acorn” og i over 200 dele. I dag er ca. 80 dele stadig i produktion. Siden kom flere mønstre til herunder "Dronning" (1917) og "Saga" (1927). Efter 1. verdenskrig tilpassede tidens smag sig i højere grad de nye industrielle fremstillingsmuligheder, den teknologiske udvikling tilbød, og de fyldige dekorationer gled i baggrunden. I 1920 tegnede Rohde et fiskefad samt en kande, der i sin enkelthed og entydige fokus på formen peger frem mod en gryende funktionalisme. Kanden er en af flere som Rohde tegnede – en enkelt så tidligt som 1912 – med skrå munding og en dekoration, som begrænser sig til det sted, hvor grebet fæstnes på kroppen. I 1920 afslog Georg Jensens smedje at sætte den i produktion, da man ikke mente den kunne sælges. Da Georg Jensen endelig tog skridtet i 1925 blev kanden en enorm succes, og gav anledning til, at smedjen i årene 1930-31 fremstillede en hel række kander med skrå munding.

Johan Rohde har sølvtøj udstillet på Cooper Hewitt Design Museum i New York City.

## Indflydelse på samtiden
Johan Rohde beskrives som i besiddelse af en "seismografisk følsomhed" overfor toneangivende tendenser i sin samtids kunstneriske og åndelige udvikling. Det placerede ham som en frontfigur, der introducerede internationale strømninger på den danske kunstscene, fra slutningen af 1880'erne og frem. Gennem talrige rejser rundt i Europa stiftede han bekendtskab med de nyeste kunstneriske tendenser. Navne som Fernand Khnopff, Jan Toorop, Félicien Rops, Jan Verkade, Pierre Puvis de Chavannes, Paul Cézanne, Gustave Moreau, Odilon Redon, Auguste Rodin, Henri de Toulouse-Lautrec, Paul Gauguin, Vincent van Gogh, Émile Bernard, Maurice Denis og Les Nabis-gruppen, der alle var eksponenter for tidens avantgarde, optræder som kunstneriske pejlemærker i hans rejseoptegnelser. De indtryk, han bragte med sig hjem, blev banebrydende for en hel generation indenfor dansk kunstliv. Kunstkritikeren Emil Hannover beskrev i oversigtsværket Danmarks Malerkunst (1906) Rohdes betydning for samtidens kunstneriske dannelse og udvikling:
"Hans Kvistværelse i Nyhavn vil gaa over i Historien, thi dér var i en Aarrække Centralstedet for Studiet og Drøftelsen af den mest moderne Kunst. Vel var det ikke meget heraf, som Rohde havde kunnet samle med sine beskedne Midler; det var et Billed af Gauguin eller Denis, nogle raderinger af Rops, en tegning af van Gogh, en Suite Lithografier af Redon, en studie af Verkade, en bog af Rysselberghe o.s.v., men det var nok til at danne Emner for Samtaler med denne kloge og fordomsfri Mand."

## Værker
- Johan Rohde: Sildig Aften ved Havnemolen i Hoorn, 1893 Den Hirschsprungske Samling.
- Poul S. Christiansen: Portræt af Johan Rohde, 1900-03
- Johan Rohde: Gråvejr. Ribe. 1890. Den Hirschsprungske Samling
- Johan Rohde: Selvportræt, ca. 1890. Den Hirschsprungske Samling
- Johan Rohde, fotograferet før 1900
- Johan Rohde: Marklandskab. I forgrunden en vej med træer, 1893. Statens Museum for Kunst
- Johan Rohde: Sommerdag ved Karup Å, 1891. Statens Museum for Kunst
- Johan Rohde: Våbenløberen. Græsk relief, 1902. Statens Museum for Kunst
- Johan Rohde: Vinteraften i Ribe,1892. Statens Museum for Kunst
- Johan Rohde: Strandparti, udateret. Statens Museum for Kunst
- Johan Rohde: Randers havn,1906. Statens Museum for Kunst
- Johan Rohde: Portræt af den svenske maler Gustaf Wolmar, 1902. Statens Museum for Kunst
- Johan Rohde: En mand betragter en buste, 1894. Statens Museum for Kunst
- Johan Rohde: Dronningens mølle, 1895. Statens Museum for Kunst
- Johan Rohde: Udsigt over Rom fra Janiculum-højen, udgivet af Den Danske Radeerforening i 1934. Statens Museum for Kunst
- Johan Rohde: Ane Marie Rohde, f. Schmidt, kunstnerens moder, 1903. Statens Museum for Kunst